# 항고소송
항고소송(抗告訴訟)은 행정소송의 한 종류로 행하여진 행정행위가 위법함을 이유로 그에 대해 취소나 변경 등을 요하는 소송이다. 취소소송, 무효등확인소송 및 부작위위법확인소송이 있다.

## 요건
- 대상적격
- 원고적격
- 소의 이익
- 피고적격
- 제소기간
- 행정심판전치주의 요건

## 판례
- 입법부작위에 대한 행정소송의 적법여부에 관하여 대법원은 “행정소송은 구체적 사건에 대한 법률상 분쟁을 법에 의하여 해결함으로써 법적 안정을 기하자는 것이므로 부작위위법확인소송의 대상이 될 수 있는 것은 구체적 권리의무에 관한 분쟁이어야 하고, 추상적인 법령에 관하여 제정의 여부 등은 그 자체로서 국민의 구체적인 권리의무에 직접적 변동을 초래하는 것이 아니어서 행정소송의 대상이 될 수 없다”고 판시하고 있다[2]
- 행정규칙이라도 재량권행사의 준칙으로서 그 정한 바에 따라 되풀이 시행되어 행정관행을 이루게 되면, 행정기관은 상대방에 대한 관계에서 그 규칙에 따라야 할 자기구속을 당하게 되므로 이러한 행정규칙은 대외적 구속력을 가진 공권력의 행사가 되어 헌법소원의 대상이 된다.[3]
- 구속적부심사건 피의자의 변호인이 수사기록 중 고소장과 피의자신문조서의 열람·등사를 신청하자 해당 경찰서장이 정보비공개결정을 하였고, 이에 위 변호인이 행정소송을 제기하지 않고 위 정보비공개결정의 위헌확인을 구하는 헌법소원을 제기한 경우 헌법소원의 제기요건인 보충성의 원칙을 충족한다.[4]
- 보훈지청장의 국가유공자 비해당결정은 처분에 해당하므로 이에 대하여는 행정심판 및 행정소송의 구제절차가 있는 것이고, 이러한 절차를 거치지 아니한 채 헌법소원심판을 청구한 경우 그 심판청구는 다른 법률에 의한 구제절차를 모두 거치지 아니한 채 청구된 것으로서 부적법하다.[5]
- 과세처분의 취소를 구하는 행정소송을 제기하였다가 그 소송을 취하하였거나 취하간주된 경우 그 과세처분의 취소를 구하는 헌법소원심판청구는 다른 법률에 의한 적법한 구제절차를 거쳤다고 볼 수 없어 부적법하다.[6]

##### 항고소송의 피고적격
- 항고소송은 원칙적으로 소송의 대상인 행정처분 등을 외부적으로 그의 명의로 행한 행정청을 피고로 하여야 하는 것으로서, 그 행정처분을 하게 된 연유가 상급행정청이나 타행정청의 지시나 통보에 의한 것이라 하여 다르지 않으며, 권한의 위임이나 위탁을 받아 수임행정청이 정당한 권한에 기하여 수임행정청 명의로 한 처분에 대하여는 말할 것도 없고, 내부위임이나 대리권을 수여받은 데 불과하여 원행정청 명의나 대리관계를 밝히지 아니하고는 그의 명의로 처분 등을 할 권한이 없는 행정청이 권한 없이 그의 명의로 한 처분에 대하여도 처분명의자인 행정청이 피고가 되어야 한다.[7]

- 본건 영업정지에 관한 행정처분은 구식품위생법(1980.12.31. 법률 제3334호로 개정되기 전)제25조 제1항에 의한 것으로서 이에 관한 경상북도지사의 권한은 동법 제40조의 3 및 동법 시행령 제34조에 의하여 대구시장에게 위임되었다 할 것이며, 기록(을 제2호증의 2)에 의하면 대구시장이 그 영업정지처분을 한 사실을 규지할 수 있는 바, 그렇다면 위 정지처분의 취소를 구하는 본건 행정소송은 그 처분청인 대구시장을 상대로 하여야 할 것임에도 불구하고, 원심이 원고가 대구시장을 상대로 하지 아니하고 대구시 동구청장을 상대로 한 본건 행정소송을 적법한 제소로 보고 본안에 관하여 심리를 하여 원고의 청구를 인용하였음은 당사자 적격에 관한 법리를 오해하여 그 판결결과에 영향을 미쳤다 할 것이므로 이점에 관한 논지는 다른 상고이유에 관한 판단을 할 필요 없이 그 파기를 면치 못한다 할 것이다.[8]

##### 구청장의 건축신고 수리권한의 동장에 위임한 규정
- 본건 영업정지에 관한 행정처분은 구식품위생법(1980.12.31. 법률 제3334호로 개정되기 전)제25조 제1항에 의한 것으로서 이에 관한 경상북도지사의 권한은 동법 제40조의 3 및 동법 시행령 제34조에 의하여 대구시장에게 위임되었다 할 것이며, 기록(을 제2호증의 2)에 의하면 대구시장이 그 영업정지처분을 한 사실을 규지할 수 있는 바, 그렇다면 위 정지처분의 취소를 구하는 본건 행정소송은 그 처분청인 대구시장을 상대로 하여야 할 것임에도 불구하고, 원심이 원고가 대구시장을 상대로 하지 아니하고 대구시 동구청장을 상대로 한 본건 행정소송을 적법한 제소로 보고 본안에 관하여 심리를 하여 원고의 청구를 인용하였음은 당사자 적격에 관한 법리를 오해하여 그 판결결과에 영향을 미쳤다 할 것이므로 이점에 관한 논지는 다른 상고이유에 관한 판단을 할 필요 없이 그 파기를 면치 못한다 할 것이다.[9]

##### 행정소송에서 처분청의 처분권한 유무가 직권조사사항이 아님
원고는, 피고가 이 사건 처분권자가 아니므로 이 사건 처분이 위법하다는 주장을 제기하나, 행정소송에 있어서 처분청의 처분권한 유무는 직권조사사항이라고 할 수 없고, 위 상고이유는 원고가 상고심에 이르러 비로소 내어놓은 주장임이 기록상 명백하여 원심판결에 대한 적법한 상고이유가 될 수 없다.

##### 사실심 변론종결시까지 당사자가 주장하지 않던 직권조사사항에 해당하는 사항을 상고심에서 비로소 주장하는 경우, 그 사항이 상고심의 심판범위에 해당함
- 행정소송에서 쟁송의 대상이 되는 행정처분의 존부는 소송요건으로서 직권조사사항이고, 자백의 대상이 될 수 없는 것이므로, 설사 그 존재를 당사자들이 다투지 아니한다 하더라도 그 존부에 관하여 의심이 있는 경우에는 이를 직권으로 밝혀 보아야 할 것이고, 사실심에서 변론종결시까지 당사자가 주장하지 않던 직권조사사항에 해당하는 사항을 상고심에서 비로소 주장하는 경우 그 직권조사사항에 해당하는 사항은 상고심의 심판범위에 해당한다.[11]

##### 재결에 대한 행정소송
처분행정청은 재결에 기속되어 재결의 취지에 따른 처분의무를 부담하게 되므로 이에 불복하여 항고소송을 제기할 수 없다

## 의무이행소송
의무이행소송이란 당사자의 행정행위의 신청에 대하여 행정청이 거부하거나 부작위로 대응하는 경우에, 법원의 판결에 의하여 행정청으로 하여금 일정한 행위를 하도록 청구하는 소송을 말한다. 의무이행소송의 인정여부에 대해 적극설, 제한적 허용설, 소극설이 대립하고 판례는 "검사에게 압수물 환부를 이행하라는 청구는 행정청의 부작위에 대하여 일정한 처분을 하도록 하는 의무이행소송으로 현행 행정소송법상 허용되지 않는다" 또 "행정청에 대하여 행정상의 처분의 이행을 구하는 청구는 특별한 규정이 없는 한 행정소송의 대상이 될 수 없다"고 하여 일관되게 부정하는 견해이다.

## 의무확인소송
의무확인소송이란 작위의무의 확인을 구하는 소송, 즉 행정청에게 일정한 적극적인 처분을 하여야 할 법적 의무가 있다는 확인을 구하는 소송이다. 판례는 애국지사의 유족연금 등의 청구권이 원고에게 있음의 확인을 구하거나, 그 금원을 지급할 의무가 행정청에 있음을 확인을 구하는 청구는 작위의무확인소송으로서 항고소송의 대상이 되지 아니한다고 하여 소극설을 취한다.

## 소송관할

### 재판관할
- 심급관할: 3심제
- 토지관할: 일반관할, 특별관할, 임의관할
- 관할위반인 소가 제기된 경우: 관할법원에 이송한다.

### 관련청구의 이송과 병합
- 관련청구의 이송: 과세처분은 취소소송으로, 부당이득반환청구소송은 민사소송으로 제기된 경우 부당이득반환청구소송을 담당하고 있는 법원이 취소소송이 계속된 법원으로 이송시키는 것을 말한다.
- 관련청구의 병합: 갑이 과세처분의 취소소송을 제기한 경우 부당이득반환청구소송을 제기하려면 취소소송이 계속된 법원에 소를 제기할 수 있다. 이때 법원은 두 개의 소송을 병합하여 심리한다.

## 참고 문헌
- 김철용, 행정법, 고시계사, 2012. ISBN 978-89-5822-383-2

## 같이 보기
- 행정소송